# 코메베이너구

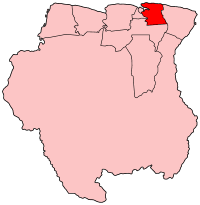
코메베이너 구의 위치

코메베이너구(네덜란드어: Commewijne)는 수리남의 구로 행정 중심지는 니우암스테르담이며 면적은 2,577km2, 인구는 31,420명(2012년 기준), 인구 밀도는 13.4명/km2이다. 북쪽으로는 대서양, 동쪽으로는 마로베이너 구, 남쪽으로는 파라 구, 서쪽으로는 파라마리보 구, 바니카 구와 접한다. 6개 지방 자치체를 관할한다.